# Sierra Sur de Jaén
La Sierra Sur de Jaén és una comarca de la província de Jaén. La capital, com a centre administratiu, és Alcalá la Real. Té una població de 44.339 habitants (segons les dades de l'INE per a 2006), una superfície de 784,27 km², i una densitat de població de 56,5 hab/km².

## Geografia
La comarca està situada en l'extrem sud-occidental de la província, i limita a l'oest amb la província de Còrdova i al sud-est amb la de Granada. Forma una barrera natural de la depressió del Guadalquivir, la Sierra Sur forma part de la franja central de la Serralada Subbètica, i té la major alçària a Sierra de la Pandera (1870 m).
Està formada pels municipis de Alcalá la Real, Alcaudete, Castillo de Locubín, Frailes, Fuensanta de Martos, Jamilena, Martos, Torredelcampo, Valdepeñas de Jaén i Los Villares.